# Slavko Savinšek
za pevca-baritonista glej Slavko Savinšek (pevec)
Slavko (Jakob) Savinšek, slovenski pisatelj in pesnik, * 30. september 1897, Nova Štifta, Gornji Grad, † 11. avgust 1942, Beograd.

## Življenje in delo
Savinšek je študiral pravo in po diplomi ta poklic kasneje tudi opravljal. V Beogradu je ustanovil Slovenski beograjski tednik, ki je izhajal v letih 1933-34. Bil je višji svetnik pri Ministrstvu za finance. Nazadnje je bil tudi blagajnik pri političnem društvu za Slovence na Primorskem Edinost.
Po nastopu okupacije se je v Beogradu povezal z drugimi politično vplivnimi izgnanimi Slovenci in z njimi pomagal slovenskim izgnancem v Srbiji. Junija 1942 so ga Nemci kot političnega nasprotnika zaprli in pozneje v Beogradu ustrelili.
Bil je oče kiparja Jakoba Savinška, 

### Proza - povesti
- Milica, otrok bolesti, (1928)
- Izpod Golice, kmečka povest, (1929)
- Grče, kmečka povest, (1929)
- Zgrešeni cilji, avtomobilistična povest, (1929)
- Delavci, (1930)